# Иван Грозный (Прокофьев)
Иван Грозный — музыка Сергея Прокофьева к одноименному кинофильму Сергея Эйзенштейна (1942). Получила известность как самостоятельное произведение, в том числе в нескольких исполнительских редакциях, осуществлённых другими композиторами.
В самом фильме музыка Прокофьева звучала под управлением дирижёра Абрама Стасевича.
Эпизод «Степь татарская» из музыки к фильму «Иван Грозный» Прокофьев позже положил в основу арии Кутузова о Москве из оперы «Война и мир».
В советское время были осуществлены несколько исполнительских редакций киномузыки Прокофьева. В 1962 году композитор и дирижёр Абрам Стасевич составил из музыки Прокофьева ораторию «Иван Грозный».
Композитор Михаил Чулаки создал на музыку Прокофьева одноимённый балет с либретто Юрия Григоровича, поставленный в Большом театре 20 февраля 1975 года и в Гранд-опера в 1976 году. Спектакль оформил С. Б. Вирсаладзе, дирижёр А. М. Жюрайтис. В главных партиях Н. И. Бессмертнова (Анастасия), Ю. К. Владимиров, В. В. Васильев (Иван), Б. Б. Акимов (князь Курбский). Спектакль экранизирован под названием «Грозный век» в 1978 году.
Полная партитура оригинальной музыки к фильму отредактирована Ириной Медведевой и Мариной Рахмановой и издана в 1997 году немецким издательством при участии Музея музыкальной культуры имени Глинки.
Произведение Прокофьева исполняется как в виде оратории и балета, так и в полном варианте. Среди дирижёров, обращавшихся к сочинению, — Валерий Гергиев (осуществил запись оратории), Риккардо Мути (запись оратории), Леонард Слаткин (запись оратории), Геннадий Рождественский, Мстислав Ростропович (запись оратории), Владимир Федосеев (запись оратории, затем полная запись оригинальной авторской партитуры), Виталий Катаев (театрально-сценическая постановка с участием И. М. Смоктуновского).